# Lošinj
Die Insel Lošinj [lɔˈʃiɲ] (deutsch veraltet: Lötzing, latein.: Apsorrus, italienisch: Lussino) ist eine kroatische Insel in der Adria.

## Geographie

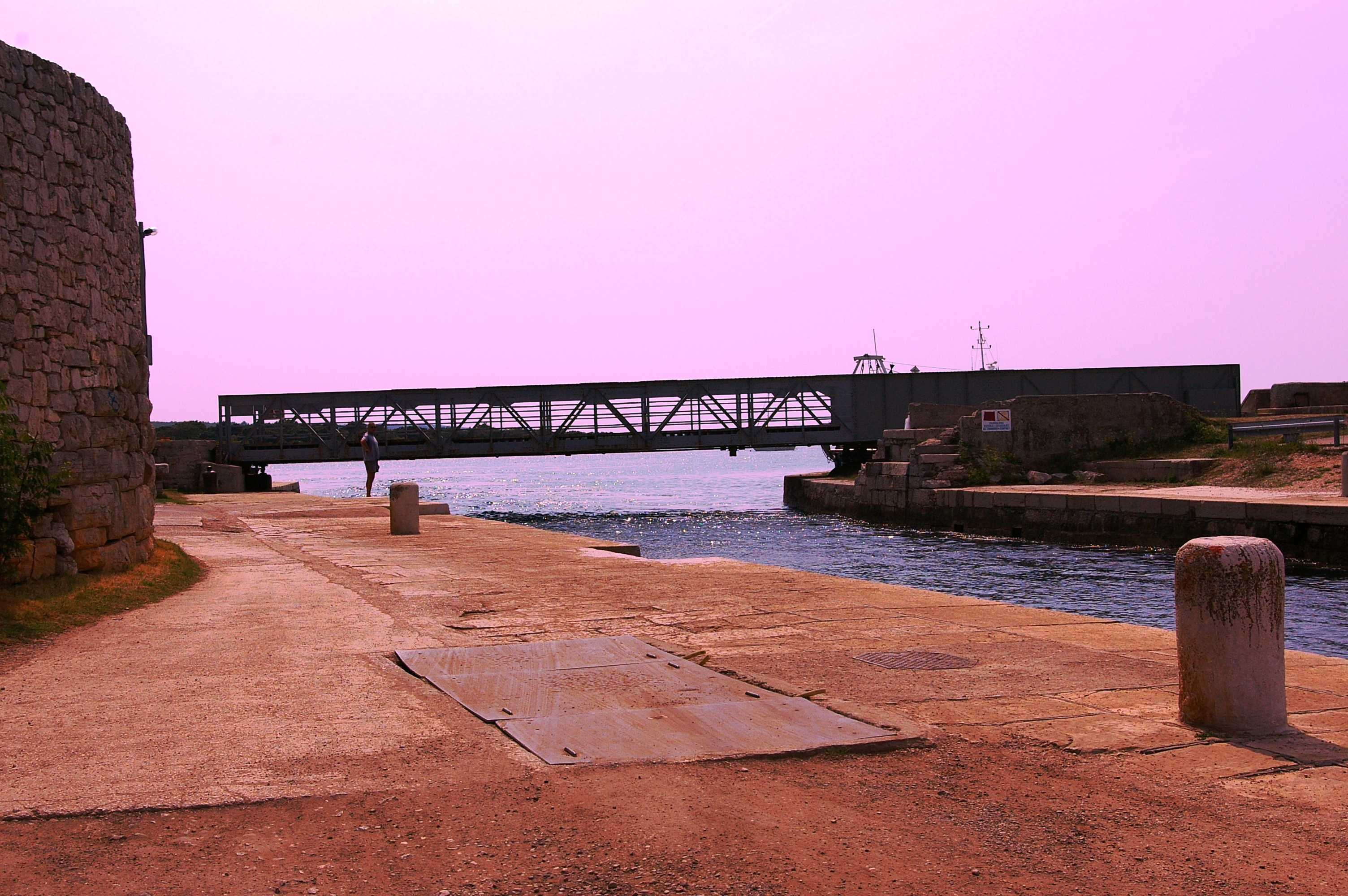
Drehbrücke von Osor

Die Insel liegt im Norden Kroatiens in der Kvarner-Bucht und ist etwa 75 Quadratkilometer groß. Sie ist langgestreckt und erreicht dabei 31 Kilometer. Ihre Breite schwankt zwischen 4,8 Kilometer und nur 70 Meter. Die schmalste Stelle bildet die Landenge Privlaka. Die höchste Erhebung ist mit etwa 588 m. i. J. der Televrina. Hier ergibt sich auch die größte Nähe zur Nachbarinsel Cres. Die Inselgruppe Cres - Lošinj hieß in der Antike Apsyrtides. Diese beiden Inseln sind heute durch einen künstlich geschaffenen Kanal (mit Drehbrücke) bei der auf Cres gelegenen Ortschaft Osor getrennt. Lošinj zählt 8134 Einwohner. Die blumen- und pinienreiche Insel zählt zu den sonnigsten Plätzen Europas. Der Hauptort der Insel heißt Mali Lošinj (Klein-Lošinj). Veli Lošinj (Groß-Lošinj), trotz des Namens die kleinere Ortschaft, ist ein Kurort. Weitere Orte sind: Nerezine, Sv. Jakov und Ćunski.
Der größere, nördliche Inselteil wird Mali Lošinj (Klein-Lötzing) genannt, der kleinere, südliche Teil heißt Veli Lošinj (Groß-Lötzing). Die gleichnamigen Ortschaften Mali Lošinj und Veli Lošinj (der historische Kern der Insel) befinden sich beide auf dem Südteil, der Insel Veli Lošinj. Die Insel verfügt über einen Flugplatz für Kleinflugzeuge.
Vor der Südspitze von Lošinj liegt die Insel Ilovik mit dem Eiland Sveti Petar, dazwischen die kleine Insel Kozjak und etwas nordöstlich Veli Orjul und Mali Orjul.
Weil die Versorgung der Insel mit Trinkwasser aus natürlichen Gegebenheiten schwierig war, erhält sie seit 1960 über eine Leitung das Trinkwasser aus dem Vrana-See auf der Insel Cres.

## Geschichte
Vor etwa 2000 Jahren wurde ein wohl in frühgeschichtlicher Zeit geschaffener Kanal von den Römern erweitert, der sich zwischen den Inseln Cres und Lošinj erstreckt (Osorski tijesnac). Dieser ca. 100 m lange Kanal verkürzte die Seewege für kleinere Schiffe (zuvor wurden Cres und Lošinj als nur eine Insel betrachtet). Ebenso wurde in neuerer Zeit Lošinj durch den Privlaka-Kanal zweigeteilt. Dieser befindet sich bei der Marina Lošinj, kurz vor der Stadt Mali Lošinj.
Vor Lošinj wurde die berühmte antike Statue des sogenannten Kroatischen Apoxyomenos gefunden, welche auch auf der Insel Lošinj eigens ein Museum bekommen hat.

## Persönlichkeiten
- Josip Kašman (1847–1925), kroatischer Opernsänger
- Ambroz Haračić (1855–1916), kroatischer Botaniker
- Spiridon Gopčević (1855–1928 oder 1936), südslawisch-österreichischer Journalist, Diplomat und Astronom

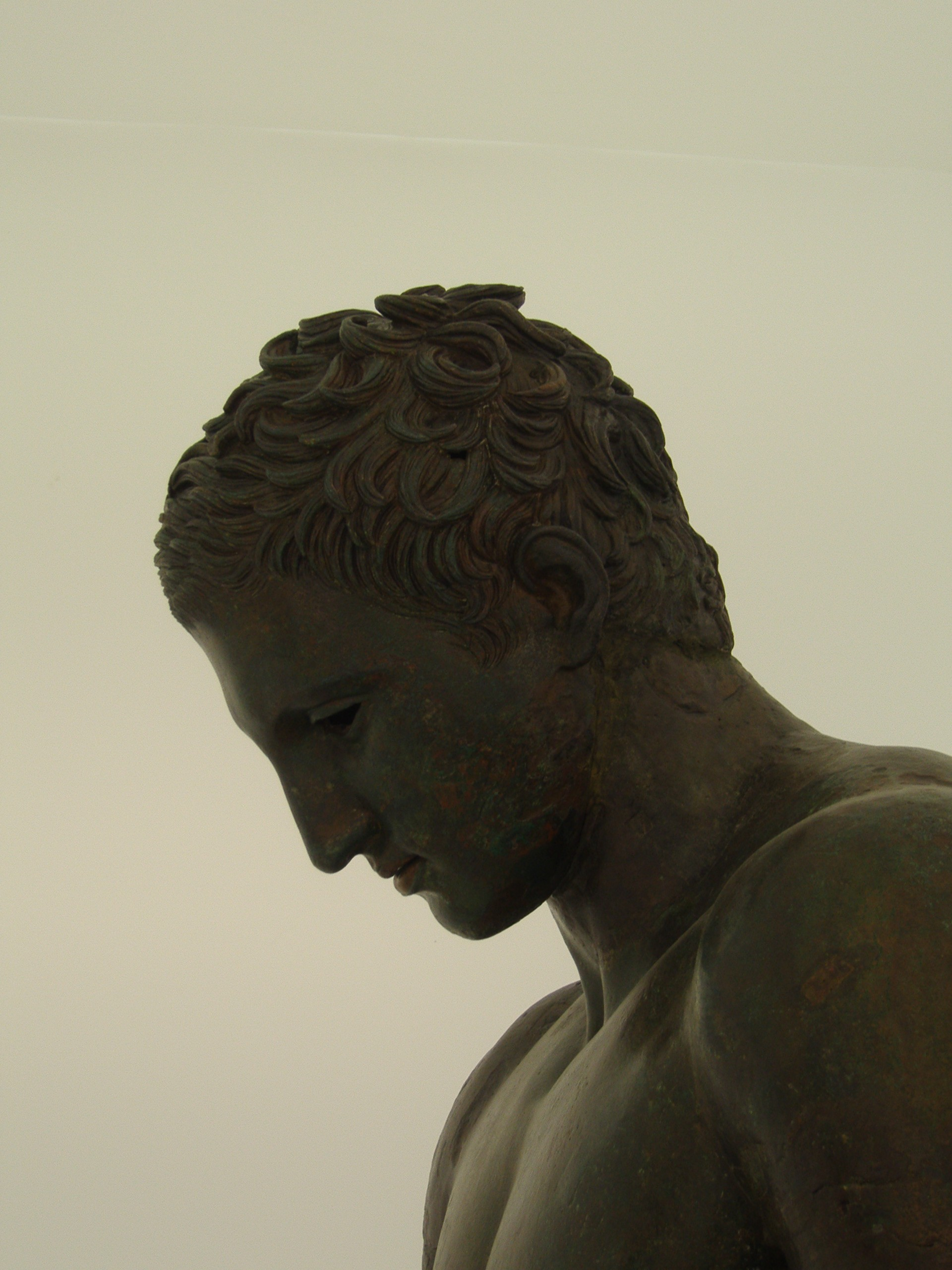
Kroatischer Apoksiomen aus Losinj

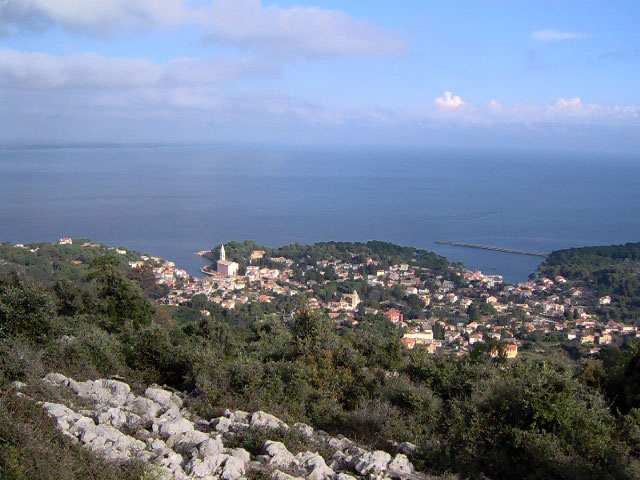
Die Stadt Veli Lošinj
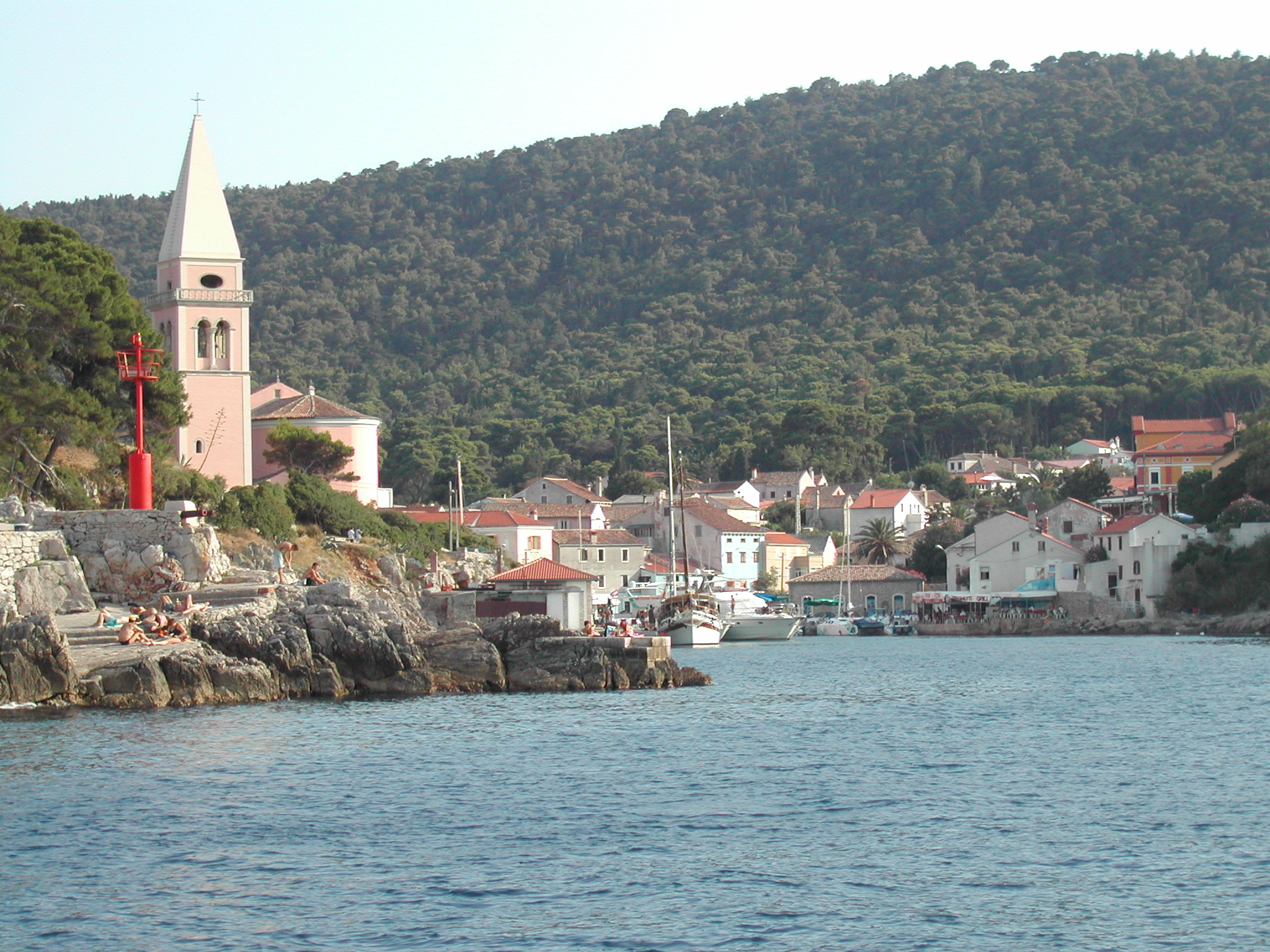
Die Stadt Veli Lošinj
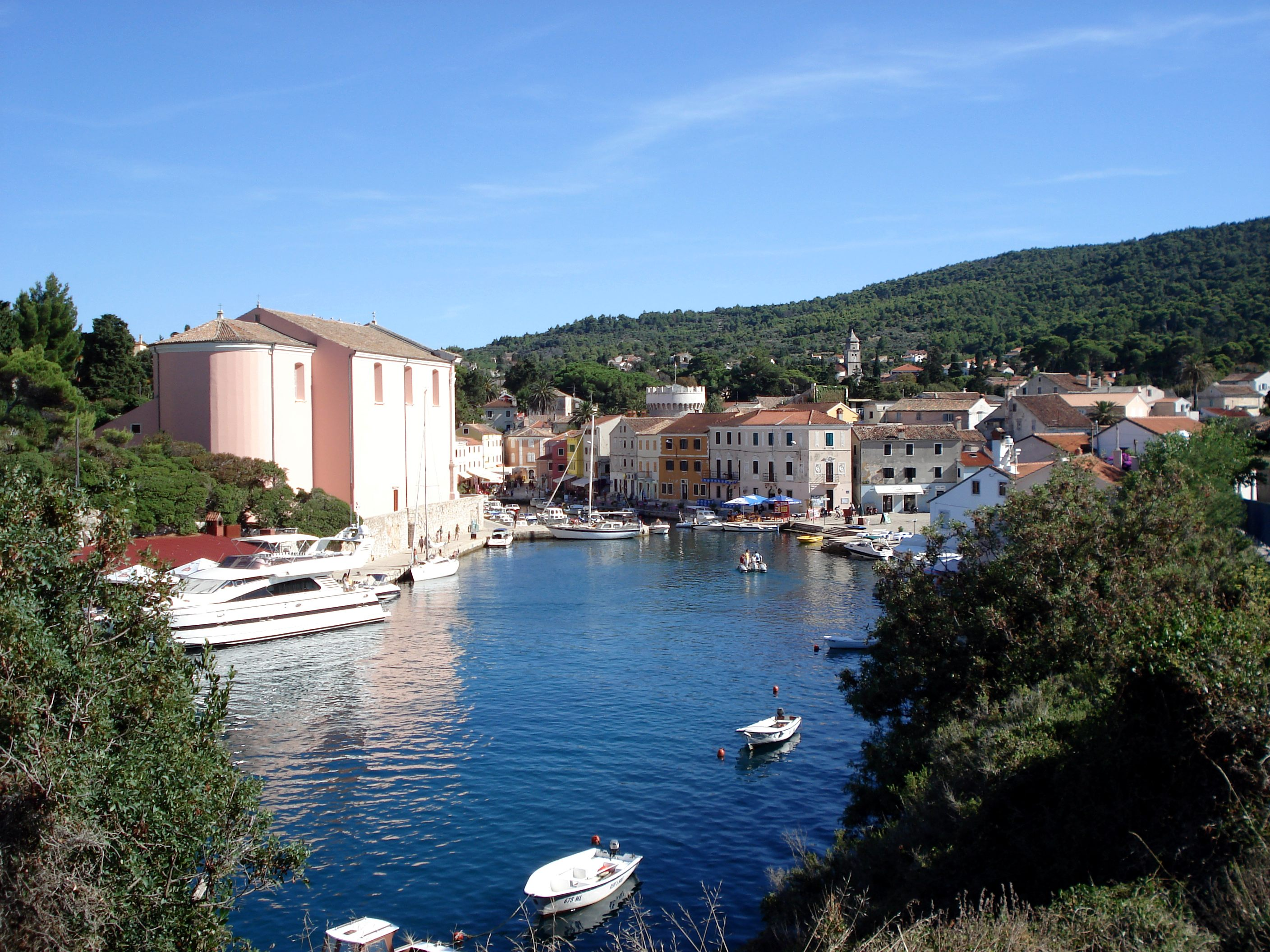
Der kleine Hafen von Veli Lošinj
Die Stadt Mali Lošinj
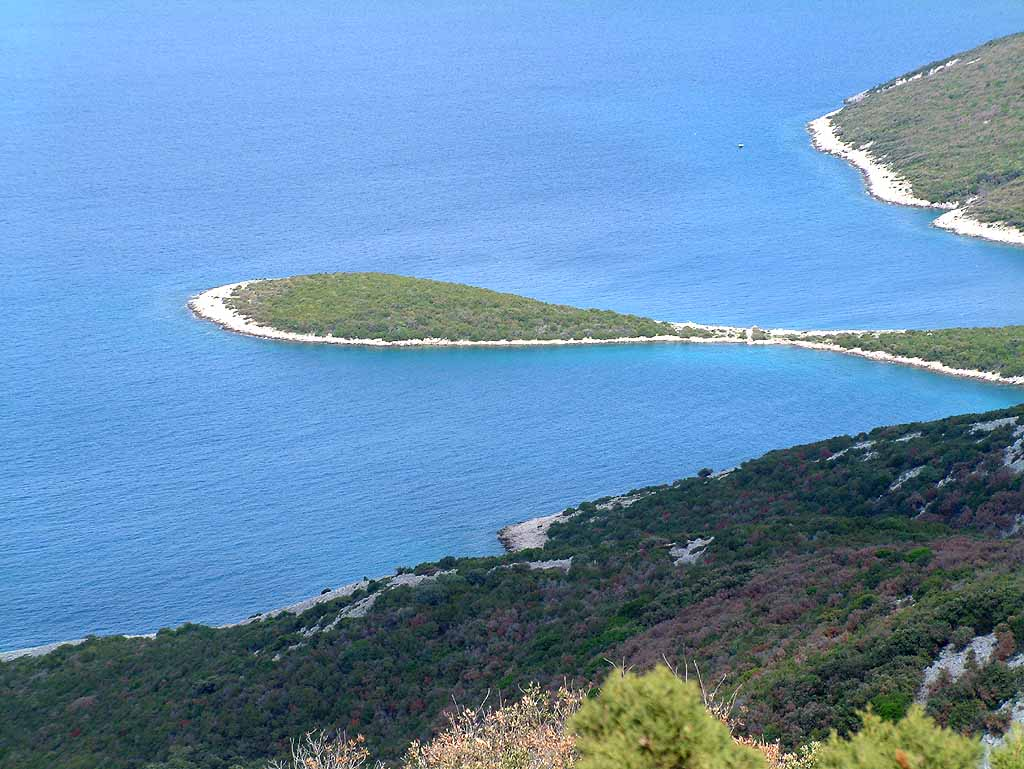
Halbinsel auf Lošinj